# Bóng chuyền tại Đại hội Thể thao châu Á 1966
Nội dungbóng chuyền được tổ chức tại Đại hội Thể thao châu Á 1966 ở Bangkok, Thái Lan từ 10 đến 19 tháng 12 năm 1966.

## Bảng huy hương
| Nội dung | Vàng | Bạc | Đồng |
| -------- | --- | --- | --- |
| Nam      | Nhật Bản (JPN) · Isao Koizumi · Jungo Morita · Katsutoshi Nekoda · Kenji Kimura · Mamoru Shiragami · Masayuki Minami · Naohiro Ikeda · Tadayoshi Yokota · Teruhisa Moriyama · Yuzo Nakamura · Takeshi Furukawa | Hàn Quốc (KOR) · Lim Tae-ho · Oh Chan-suk · Choi Chong-ok · Kim Jin-hee · Chin Jun-taek · Chung Kwang-soo · Kim Sung-kil · Chung Sun-heong · Kim Young-dae · Kim Young-nam · Kim Young-hwan        | Iran (IRI) · Changiz Ansari · Hassan Kabiri · Khalil Paknazar · Khosro Ebrahim · Mahmoud Motlagh · Masoud Salehieh · Mohammad Hemmatyar · Mohammad Hassan Kord · Mojtaba Mortazavi |
| Nữ       | Nhật Bản (JPN) · Keiko Hama · Makiko Furukawa · Takako Iida · Yukiyo Kojima · Hisae Matsumoto · Michiko Ito · Michiko Saotome · Nobuko Kishida · Noriko Honda · Rumiko Igarashi · Sonomi Sakai · Takako Hino   | Hàn Quốc (KOR) · Yoo Chun-ja · Kim Koon-ja · Lee Choon-il · Suh Hee-suk · Yang Jin-soo · Huh Joo-ok · Choi Jung-sook · Lee Keun-soo · Hwang Kyo-ok · Moon Kyung-sook · Yoo Myung-ja · Hong Nam-sun | Iran (IRI) · Nasrin Shokoufi · Jaleh Seyed-Hadizadeh · Rouhi Pandnavaz · Leila Emami · Mary Tot · Mina Fathi · Ozra Malek · Pari Fardi · Sakineh Kharrazi                          |

## Kết quả

### Nam

#### Vòng loại

##### Bảng A
|      |             | Điểm | Trận đấu | Trận đấu | Set | Set | Set   | Điểm | Điểm | Điểm  |
| Hạng | Đội         | Điểm | T        | B        | T   | B   | Tỷ lệ | T    | B    | Tỷ lệ |
| ---- | ----------- | ---- | -------- | -------- | --- | --- | ----- | ---- | ---- | ----- |
| 1    | Ấn Độ       | 6    | 3        | 0        | 9   | 1   | 9.000 |      |      |       |
| 2    | Thái Lan    | 5    | 2        | 1        | 6   | 4   | 1.500 |      |      |       |
| 3    | Philippines | 4    | 1        | 2        | 5   | 8   | 0.625 |      |      |       |
| 4    | Malaysia    | 3    | 0        | 3        | 2   | 9   | 0.222 |      |      |       |

| Ngày        |             | Điểm |             | Set 1 | Set 2 | Set 3 | Set 4 | Set 5 | Tổng  |
| ----------- | ----------- | ---- | ----------- | ----- | ----- | ----- | ----- | ----- | ----- |
| 10 tháng 12 | Thái Lan    | 3–0  | Malaysia    |       |       |       |       |       |       |
| 10 tháng 12 | Ấn Độ       | 3–1  | Philippines |       |       |       |       |       |       |
| 11 tháng 12 | Thái Lan    | 3–1  | Philippines |       |       |       |       |       |       |
| 11 tháng 12 | Ấn Độ       | 3–0  | Malaysia    | 15–2  | 15–3  | 15–9  |       |       | 45–14 |
| 12 tháng 12 | Thái Lan    | 0–3  | Ấn Độ       |       |       |       |       |       |       |
| 12 tháng 12 | Philippines | 3–2  | Malaysia    | 15–6  | 11–15 | 15–3  | 12–15 | 15–1  | 68–40 |

##### Bảng B
|      |                    | Điểm | Trận đấu | Trận đấu | Set | Set | Set   | Điểm | Điểm | Điểm  |
| Hạng | Đội                | Điểm | T        | B        | T   | B   | Tỷ lệ | T    | B    | Tỷ lệ |
| ---- | ------------------ | ---- | -------- | -------- | --- | --- | ----- | ---- | ---- | ----- |
| 1    | Nhật Bản           | 6    | 3        | 0        | 9   | 0   | MAX   |      |      |       |
| 2    | Iran               | 5    | 2        | 1        | 6   | 5   | 1.200 | 125  | 106  | 1.179 |
| 3    | Trung Hoa Dân Quốc | 4    | 1        | 2        | 5   | 6   | 0.833 |      |      |       |
| 4    | Ceylon             | 3    | 0        | 3        | 0   | 9   | 0.000 |      |      |       |

| Ngày        |                    | Điểm |                    | Set 1 | Set 2 | Set 3 | Set 4 | Set 5 | Tổng  |
| ----------- | ------------------ | ---- | ------------------ | ----- | ----- | ----- | ----- | ----- | ----- |
| 10 tháng 12 | Nhật Bản           | 3–0  | Iran               | 15–2  | 15–4  | 15–6  |       |       | 45–12 |
| 10 tháng 12 | Trung Hoa Dân Quốc | 3–0  | Ceylon             |       |       |       |       |       |       |
| 11 tháng 12 | Nhật Bản           | 3–0  | Trung Hoa Dân Quốc |       |       |       |       |       |       |
| 11 tháng 12 | Iran               | 3–0  | Ceylon             | 15–5  | 15–0  | 15–3  |       |       | 45–8  |
| 12 tháng 12 | Iran               | 3–2  | Trung Hoa Dân Quốc | 15–13 | 13–15 | 10–15 | 15–9  | 15–1  | 68–53 |
| 12 tháng 12 | Nhật Bản           | 3–0  | Ceylon             |       |       |       |       |       |       |

##### Bảng C
|      |                   | Điểm | Trận đấu | Trận đấu | Set | Set | Set   | Điểm | Điểm | Điểm  |
| Hạng | Đội               | Điểm | T        | B        | T   | B   | Tỷ lệ | T    | B    | Tỷ lệ |
| ---- | ----------------- | ---- | -------- | -------- | --- | --- | ----- | ---- | ---- | ----- |
| 1    | Hàn Quốc          | 6    | 3        | 0        | 9   | 0   | MAX   |      |      |       |
| 2    | Indonesia         | 5    | 2        | 1        | 6   | 3   | 2.000 |      |      |       |
| 3    | Pakistan          | 4    | 1        | 2        | 3   | 7   | 0.429 |      |      |       |
| 4    | Việt Nam Cộng hòa | 3    | 0        | 3        | 1   | 9   | 0.111 |      |      |       |

| Ngày        |           | Điểm |                   | Set 1 | Set 2 | Set 3 | Set 4 | Set 5 | Tổng |
| ----------- | --------- | ---- | ----------------- | ----- | ----- | ----- | ----- | ----- | ---- |
| 10 tháng 12 | Hàn Quốc  | 3–0  | Indonesia         |       |       |       |       |       |      |
| 10 tháng 12 | Pakistan  | 3–1  | Việt Nam Cộng hòa |       |       |       |       |       |      |
| 11 tháng 12 | Hàn Quốc  | 3–0  | Pakistan          |       |       |       |       |       |      |
| 11 tháng 12 | Indonesia | 3–0  | Việt Nam Cộng hòa |       |       |       |       |       |      |
| 12 tháng 12 | Pakistan  | 0–3  | Indonesia         |       |       |       |       |       |      |
| 12 tháng 12 | Hàn Quốc  | 3–0  | Việt Nam Cộng hòa |       |       |       |       |       |      |

#### Vòng cuối cùng

##### Tranh vị trí thứ 7–12
|      |                    | Điểm | Trận đấu | Trận đấu | Set | Set | Set    | Điểm | Điểm | Điểm  |
| Hạng | Đội                | Điểm | T        | B        | T   | B   | Tỷ lệ  | T    | B    | Tỷ lệ |
| ---- | ------------------ | ---- | -------- | -------- | --- | --- | ------ | ---- | ---- | ----- |
| 1    | Trung Hoa Dân Quốc | 10   | 5        | 0        | 15  | 1   | 15.000 |      |      |       |
| 2    | Philippines        | 9    | 4        | 1        | 12  | 3   | 4.000  |      |      |       |
| 3    | Pakistan           | 8    | 3        | 2        | 9   | 7   | 1.286  |      |      |       |
| 4    | Việt Nam Cộng hòa  | 7    | 2        | 3        | 8   | 11  | 0.727  |      |      |       |
| 5    | Ceylon             | 6    | 1        | 4        | 5   | 12  | 0.417  |      |      |       |
| 6    | Malaysia           | 5    | 0        | 5        | 0   | 15  | 0.000  |      |      |       |

| Ngày        |                    | Điểm |                    | Set 1 | Set 2 | Set 3 | Set 4 | Set 5 | Tổng  |
| ----------- | ------------------ | ---- | ------------------ | ----- | ----- | ----- | ----- | ----- | ----- |
| 13 tháng 12 | Philippines        | 3–0  | Việt Nam Cộng hòa  |       |       |       |       |       |       |
| 13 tháng 12 | Pakistan           | 3–0  | Ceylon             |       |       |       |       |       |       |
| 13 tháng 12 | Trung Hoa Dân Quốc | 3–0  | Malaysia           |       |       |       |       |       |       |
| 14 tháng 12 | Pakistan           | 3–0  | Malaysia           |       |       |       |       |       |       |
| 14 tháng 12 | Trung Hoa Dân Quốc | 3–1  | Việt Nam Cộng hòa  |       |       |       |       |       |       |
| 15 tháng 12 | Philippines        | 3–0  | Ceylon             |       |       |       |       |       |       |
| 15 tháng 12 | Pakistan           | 3–1  | Việt Nam Cộng hòa  |       |       |       |       |       |       |
| 16 tháng 12 | Trung Hoa Dân Quốc | 3–0  | Ceylon             |       |       |       |       |       |       |
| 16 tháng 12 | Philippines        | 3–0  | Malaysia           | 18–16 | 15–7  | 15–7  |       |       | 48–30 |
| 17 tháng 12 | Philippines        | 0–3  | Trung Hoa Dân Quốc |       |       |       |       |       |       |
| 17 tháng 12 | Malaysia           | 0–3  | Việt Nam Cộng hòa  |       |       |       |       |       |       |
| 18 tháng 12 | Malaysia           | 0–3  | Ceylon             |       |       |       |       |       |       |
| 18 tháng 12 | Philippines        | 3–0  | Pakistan           | 15–0  | 15–0  | 15–0  |       |       | 45–0  |
| 19 tháng 12 | Ceylon             | 2–3  | Việt Nam Cộng hòa  |       |       |       |       |       |       |
| 19 tháng 12 | Trung Hoa Dân Quốc | 3–0  | Pakistan           |       |       |       |       |       |       |

##### Nhà vô địch
|      |           | Điểm | Trận đấu | Trận đấu | Set | Set | Set   | Điểm | Điểm | Điểm  |
| Hạng | Đội       | Điểm | T        | B        | T   | B   | Tỷ lệ | T    | B    | Tỷ lệ |
| ---- | --------- | ---- | -------- | -------- | --- | --- | ----- | ---- | ---- | ----- |
| 1    | Nhật Bản  | 10   | 5        | 0        | 15  | 0   | MAX   |      |      |       |
| 2    | Hàn Quốc  | 9    | 4        | 1        | 12  | 4   | 3.000 |      |      |       |
| 3    | Iran      | 8    | 3        | 2        | 10  | 9   | 1.111 |      |      |       |
| 4    | Ấn Độ     | 7    | 2        | 3        | 7   | 11  | 0.636 |      |      |       |
| 5    | Indonesia | 6    | 1        | 4        | 7   | 13  | 0.538 |      |      |       |
| 6    | Thái Lan  | 5    | 0        | 5        | 1   | 15  | 0.067 |      |      |       |

| Ngày        |          | Điểm |           | Set 1 | Set 2 | Set 3 | Set 4 | Set 5 | Tổng  |
| ----------- | -------- | ---- | --------- | ----- | ----- | ----- | ----- | ----- | ----- |
| 13 tháng 12 | Nhật Bản | 3–0  | Thái Lan  |       |       |       |       |       |       |
| 13 tháng 12 | Hàn Quốc | 3–1  | Iran      | 13–15 | 15–3  | 15–11 | 15–9  |       | 58–38 |
| 13 tháng 12 | Ấn Độ    | 3–2  | Indonesia |       |       |       |       |       |       |
| 14 tháng 12 | Nhật Bản | 3–0  | Indonesia |       |       |       |       |       |       |
| 14 tháng 12 | Hàn Quốc | 3–0  | Thái Lan  |       |       |       |       |       |       |
| 15 tháng 12 | Hàn Quốc | 3–0  | Indonesia |       |       |       |       |       |       |
| 15 tháng 12 | Ấn Độ    | 1–3  | Iran      | 10–15 | 15–6  | 6–15  | 14–16 |       | 45–52 |
| 16 tháng 12 | Ấn Độ    | 3–0  | Thái Lan  |       |       |       |       |       |       |
| 16 tháng 12 | Nhật Bản | 3–0  | Iran      |       |       |       |       |       |       |
| 17 tháng 12 | Thái Lan | 1–3  | Indonesia |       |       |       |       |       |       |
| 17 tháng 12 | Ấn Độ    | 0–3  | Nhật Bản  |       |       |       |       |       |       |
| 18 tháng 12 | Thái Lan | 0–3  | Iran      | 5–15  | 3–15  | 5–15  |       |       | 13–45 |
| 18 tháng 12 | Ấn Độ    | 0–3  | Hàn Quốc  |       |       |       |       |       |       |
| 19 tháng 12 | Nhật Bản | 3–0  | Hàn Quốc  | 15–7  | 15–5  | 15–5  |       |       | 45–17 |
| 19 tháng 12 | Iran     | 3–2  | Indonesia | 15–10 | 10–15 | 13–15 | 15–10 | 15–8  | 68–58 |

#### Bảng xếp hạng
| Hạng | Đội                | Pld | W | L |
| ---- | ------------------ | --- | - | - |
| 1    | Nhật Bản           | 8   | 8 | 0 |
| 2    | Hàn Quốc           | 8   | 7 | 1 |
| 3    | Iran               | 8   | 5 | 3 |
| 4    | Ấn Độ              | 8   | 5 | 3 |
| 5    | Indonesia          | 8   | 3 | 5 |
| 6    | Thái Lan           | 8   | 2 | 6 |
| 7    | Trung Hoa Dân Quốc | 8   | 6 | 2 |
| 8    | Philippines        | 8   | 5 | 3 |
| 9    | Pakistan           | 8   | 4 | 4 |
| 10   | Việt Nam Cộng hòa  | 8   | 2 | 6 |
| 11   | Ceylon             | 8   | 1 | 7 |
| 12   | Malaysia           | 8   | 0 | 8 |

### Nữ
|      |             | Điểm | Trận đấu | Trận đấu | Set | Set | Set   | Điểm | Điểm | Điểm  |
| Hạng | Đội         | Điểm | T        | B        | T   | B   | Tỷ lệ | T    | B    | Tỷ lệ |
| ---- | ----------- | ---- | -------- | -------- | --- | --- | ----- | ---- | ---- | ----- |
| 1    | Nhật Bản    | 10   | 5        | 0        | 15  | 0   | MAX   |      |      |       |
| 2    | Hàn Quốc    | 9    | 4        | 1        | 12  | 4   | 3.000 |      |      |       |
| 3    | Iran        | 8    | 3        | 2        | 9   | 8   | 1.125 |      |      |       |
| 4    | Philippines | 7    | 2        | 3        | 9   | 10  | 0.900 |      |      |       |
| 5    | Thái Lan    | 6    | 1        | 4        | 4   | 12  | 0.333 |      |      |       |
| 6    | Burma       | 5    | 0        | 5        | 0   | 15  | 0.000 |      |      |       |

| Ngày        |             | Điểm |             | Set 1 | Set 2 | Set 3 | Set 4 | Set 5 | Tổng  |
| ----------- | ----------- | ---- | ----------- | ----- | ----- | ----- | ----- | ----- | ----- |
| 10 tháng 12 | Philippines | 3–0  | Burma       |       |       |       |       |       |       |
| 10 tháng 12 | Hàn Quốc    | 3–0  | Thái Lan    |       |       |       |       |       |       |
| 11 tháng 12 | Nhật Bản    | 3–0  | Iran        |       |       |       |       |       |       |
| 11 tháng 12 | Hàn Quốc    | 3–1  | Philippines |       |       |       |       |       |       |
| 12 tháng 12 | Miến Điện   | 0–3  | Iran        | 11–15 | 2–15  | 7–15  |       |       | 20–45 |
| 12 tháng 12 | Nhật Bản    | 3–0  | Thái Lan    |       |       |       |       |       |       |
| 13 tháng 12 | Nhật Bản    | 3–0  | Hàn Quốc    |       |       |       |       |       |       |
| 13 tháng 12 | Philippines | 2–3  | Iran        | 15–6  | 15–9  | 8–15  | 12–15 | 9–15  | 59–60 |
| 14 tháng 12 | Nhật Bản    | 3–0  | Philippines |       |       |       |       |       |       |
| 14 tháng 12 | Thái Lan    | 3–0  | Burma       |       |       |       |       |       |       |
| 15 tháng 12 | Thái Lan    | 0–3  | Iran        | 13–15 | 1–15  | 3–15  |       |       | 17–45 |
| 16 tháng 12 | Hàn Quốc    | 3–0  | Burma       |       |       |       |       |       |       |
| 17 tháng 12 | Philippines | 3–1  | Thái Lan    | 15–8  | 15–8  | 13–15 | 15–9  |       | 58–40 |
| 18 tháng 12 | Nhật Bản    | 3–0  | Burma       |       |       |       |       |       |       |
| 19 tháng 12 | Hàn Quốc    | 3–0  | Iran        |       |       |       |       |       |       |